# Platystemma violoides
Platystemma es un género monotípico de plantas herbáceas  perteneciente a la familia Gesneriaceae. Su única especie: Platystemma violoides, es originaria de Asia.

## Descripción
Son hierbas  pequeñas y  finas con un rizoma vertical. Las hojas con sésiles , orbiculares , cordadas , membranosas, peludas. La inflorescencia en una cima que salen de la axila de las hojas, con pedúnculo delgado, con 1 a pocas flores, bractéolas muy pequeñas, sublineales. Los sépalos libres casi hasta la base, formando un amplio cáliz acampanado. Corola de color violeta, con tubo corto, profundamente bilabiado. El fruto es una cápsula ovoide-oblonga.

## Distribución y hábitat
Se distribuyen por el este y oeste del Himalaya (Nepal, Bután, la India), China. Se encuentra en las rocas en zonas sombrías y húmedas de los valles o barrancos secos, a una altitud de 2300-3200 metros.

## Taxonomía
Platystemma violoides fue descrita por  Nathaniel Wallich y publicado en Plantae Asiaticae Rariores 2: 42, pl. 151. 1831.
Etimología
El nombre del género deriva del idioma griego στεμμα, platys = ancho, plano , y στεμμα , stemma = coron, guirnalda de flores , el nombre significa que la corola (corta con cámara de aire) tiene una parte muy plana.
violoides: epíteto latíno compuesto que significa "como el género Viola"
Citología
El número de cromosomas : 2n = 40. 